# 내 친한 친구의 아침식사
내 친한 친구의 아침식사(我吃了那男孩一整年的早餐, My Best Friend's Breakfast)는 대만에서 제작된 두정철 감독의 2022년 멜로/로맨스 영화이다. 에릭 추 등이 주연으로 출연하였다.

## 출연

### 주연
- 에릭 추 - 요우췐 역
- 이목 - 웨이신 역
- 송백위 - 위안숴 역
- 하사정 - 치란 역